# Chameleon třípruhý
Chameleon třípruhý, Furcifer campani, je malý, pestře zbarvený ještěr, který se vyskytuje v pohoří Ankaratra na Madagaskaru. V Úmluvě o mezinárodním obchodu s ohroženými druhy volně žijících živočichů a rostlin je zařazen do přílohy II.
Tento chameleon má poměrně velkou hlavu, širokou tlamu, středně velké, nezávisle pohyblivé oči a nevýraznou, střechovitou přilbu. Tělo je oválné a vysoké, kratší, subtilní nožky mají prsty srostlé v klíšťky, které jsou na hrudních končetinách tvořeny třemi vnějšími a dvěma vnitřními prsty, na pánevních končetinách je tomu naopak. Prsty jsou opatřené drápky. Ocas je dlouhý a ovíjivý. Hřebeny tvořené šupinami, které jsou u jiných chameleonů obvyklé, u chameleona třípruhého zcela chybí. Samci dorůstají délky maximálně 12,5 cm, samice jsou jen o trochu větší.
Zbarvení kůže je velice variabilní, společným znakem jsou tři rovnoběžné, světlé pruhy táhnoucí se podél boků zvířete a množství světlejších skvrn. U samců je základní barva většinou hnědá nebo šedá a skvrny jsou spíše do modra, samice bývají zelené nebo žlutozelené a jejich kresba může být velmi pestrá.
Chameleon třípruhý je endemit pohoří Ankaratra v centrální části ostrova Madagaskar, kde obývá horské savany a vřesoviště v nadmořských výškách okolo 2000 m n. m. Žije v křovinách, v trávě i na skalách. Je to samotářské zvíře, které je přes den velmi aktivní a pátrá po potravě. Samec dává samici najevo zájem modravým zbarvením přilby a modře skvrnitým zbarvením těla a dvoří se jí kývavými pohyby. Je-li samice svolná k páření, sama se k samci přiblíží. Chameleon třípruhý je vejcorodý, za 40 dní po páření samice do vyhrabané chodbičky klade 5-15 vajec. Jejich inkubace trvá 220-240 dní.

## Chov
V zajetí může být chameleon třípruhý chován pouze jednotlivě, v teráriu o rozměrech aspoň 30×40×40 cm. Boční stěny mohou být olepené pískem, samice pro kladení vajec vyžaduje dostatečně vysokou vrstvu substrátu, vhodná je směs písku a rašeliny. Z živých rostlin se do terária hodí pokojové cypřišky nebo okrasné trávy, rostliny se dále doplní tenčími větvemi. Chameleon třípruhý je náročný na zajištění ideální teploty uvnitř terária: během léta přes den se terárium vytápí na 23-28 °C, v noci vyžadují výrazný pokles teploty, stejně tak snížení teploty během zimy je nutností. Podobně vejce je třeba inkubovat nejprve 45 dní při teplotě 25 °C, pak 45 dní při teplotě 12-15 °C a dále po celý zbytek inkubace při 25 °C, zajištění poklesu teplot je nutné pro vývoj zárodku. Mláďata jsou odchovávána při 22-25 °C. Jednou denně je třeba terárium rosit. V zajetí se chameleon třípruhý krmí především cvrčky vhodné velikosti, dále přijímá zavíječe, sarančata, šváby, pavouky, mouchy a jiný přiměřeně velký hmyz.